# Piero Rebaudengo
Piero Rebaudengo (Torino, 13 settembre 1958) è un dirigente sportivo ed ex pallavolista italiano, di ruolo palleggiatore.

## Carriera

### Giocatore

Rebaudengo al Parma nella stagione 1985-86, mentre alza una veloce a Gustafsson.

Alzatore come il fratello Paolo, inizia a praticare la pallavolo all'istituto torinese "Sacra Famiglia", dove frequenta il liceo classico; a quindici anni, nel 1973, entra nelle giovanili del CUS Torino, la cui sezione pallavolistica è in crescita grazie al lavoro di Franco Leone e Silvano Prandi. Esordisce in Serie A nel campionato 1976-77.
Rimane nel CUS, sponsorizzato prima da Klippan e poi da Robe di Kappa, fino al 1984, conquistando quattro scudetti, una Coppa delle Coppe e la prima Coppa dei Campioni per una squadra italiana, nonché la prima vittoria di una formazione non proveniente dall'Europa orientale.
Disputa 186 gare con la maglia della Nazionale, esordendo nel 1978, ed è titolare nella formazione che vinse la prima mediglia olimpica della pallavolo italiana, il bronzo a Los Angeles nel 1984.
Nella stagione 1984-85 passa alla Santal Parma, con cui vince un'altra Coppa dei Campioni, prima di ritornare a Torino nel 1986-87, dopo la fusione del club cussino con la Bistefani Asti. Chiude con la pallavolo giocata nel 1987, a ventinove anni non ancora compiuti.

### Dirigente
Laureato in Farmacia, dopo il ritiro lavora per un paio d'anni nel settore farmaceutico. Successivamente diventa dirigente sportivo, facendo parte del consiglio di amministrazione del Piemonte Volley di Cuneo. Per 5 anni ricopre il ruolo di direttore delle Paralimpiadi invernali del 2006. Nel 2007 si trasferisce a Losanna, nominato dalla FIVB al ruolo di direttore del Volleyball Events Department, carica che mantiene fino al 2012.
Il 17 aprile 2014 viene nominato amministratore delegato della BluVolley Verona, formazione di Serie A1; mantiene la carica fino all'agosto 2016.
Il 7 dicembre 2016 viene nominato Direttore generale della Lega Pallavolo Serie A femminile italiana, lasciando l'incarico nel novembre 2019.
Dal dicembre 2019 ricopre la carica di Direttore Generale della IFSC, International Federation of Sport Climbing, sport inserito nel programma delle Olimpiadi di Tokyo 2020 e di Parigi 2024.

### Dopo il ritiro
Nel 2006 partecipa alle elezioni comunali di Torino a sostegno del candidato sindaco Sergio Chiamparino, non venendo eletto.

## Palmarès

Rebaudengo (in piedi, secondo da sinistra) nel CUS Torino campione d'Italia 1978-79.

### Club

#### Competizioni nazionali
- Campionato italiano: 4

1978-79, 1979-80, 1980-81, 1983-84

#### Competizioni internazionali
- Coppa dei Campioni: 2

1979-80, 1984-85
- Coppa delle Coppe: 1

1983-84